# 帶廣廣尾自動車道
帶廣廣尾自動車道（日语：／ Obihiro-Hiroo jidōshadō */?）是從北海道帶廣市至廣尾町，總長約80公里的國土交通大臣指定高規格幹線道路（一般國道快速道路）（国道236号）。從北海道橫斷自動車道（道東自動車道）分歧的帶廣系統交流道實際位於芽室町，而北海道橫斷自動車道的經過地為「帶廣市附近」，但實際上的經過地則是「北海道河東郡音更町」。
高速公路路線編號被編為E60。簡稱為帶廣廣尾道（日语：／ Obihiro-Hiroodō */?）。

## 概要

### 事業名

#### 帶廣川西道路
- 起点：北海道河西郡芽室町字北明[2]
- 終点：北海道帶廣市川西町基線53番地[2]
- 延長：17.0公里[2]
- 規格（日语：道路構造令）：第1種第2級[2]
- 設計速度：100 km/h[2]
- 道路幅員：暫定12.0 公尺[2]
- 車道幅員：3.5 公尺[2]
- 車道數：暫定2車線[2]

#### 川西中札内道路
- 起點：北海道帶廣市川西町基線53番地[3]
- 終点：北海道河西郡中札内村字協和[3]
- 總長：19.0公里[3]
- 規格：第1種第2級[3]
- 設計速度：100 km/h[3]
- 道路幅員：暫定12.0公尺[3]
- 車道幅員：3.5公尺[3]
- 車道數：暫定2車道[3]

#### 中札内大樹道路
- 起点：北海道河西郡中札内村字協和[4]
- 終点：北海道廣尾郡大樹町北4線[4]
- 總長：23.2 km[4]
- 規格：第1種第3級[4]
- 設計速度：100 km/h[4]
- 道路幅員：13.5公尺[4]
- 車道幅員：3.5公尺[4]
- 車道數：暫定2車道[4]

当初計画之後，與地方協議的結果為設置忠類交流道，更別村與幕別町的交界附近以南的路線則變更為更靠近忠類市街地。

#### 大樹廣尾道路
- 起点：北海道廣尾郡大樹町北4線（忠類大樹交流道）
- 終点：北海道廣尾郡廣尾町（廣尾交流道）
- 總長：約28公里
- 規格：第1種第3級
- 設計速度：100 km/h
- 道路幅員：13.5公尺
- 車道幅員：3.5公尺
- 車道數：暫定2車道

## 交流道
- 全線位於北海道內。
- 交流道（IC）編號欄的背景色為■顯示該部分道路已經啟用，設施名稱欄的背景色為■顯示該部分設施尚未啟用，未通車路段名稱皆為臨時名稱。
- IC為交流道的簡寫，SIC為智能交流道的簡寫，JCT為系統交流道的簡寫，SA為服務區的簡寫，PA為停車區（日语：パーキングエリア）的簡寫，TB為公路收費站的簡寫，CB為車輛輪胎穿脫鐵鏈場的簡寫。

| 交流道 編號 | 中文設施名稱       | 日文設施名稱 | 英文設施名稱 | 接續路線名稱                              | 起點起計距離（公里） | 備註   | 所在地         | 所在地        | 所在地        |
| ----------- | ------------------ | ------------ | ------------ | ----------------------------------------- | -------------------- | ------ | -------------- | ------------- | ------------- |
| 9           | 帶廣JCT/TB         |              |              | E38 道東自動車道                          | 0.0                  |        | 十勝綜合振興局 | 河西郡 芽室町 | 河西郡 芽室町 |
| 1           | 芽室帶廣IC         |              |              | 北海道道1152號芽室帶廣Inter線             | 4.5                  |        | 十勝綜合振興局 | 河西郡 芽室町 | 河西郡 芽室町 |
| 2           | 帶廣川西IC         |              |              | 北海道道1153號帶廣川西Inter線             | 16.3                 |        | 十勝綜合振興局 | 帶廣市        | 帶廣市        |
| 3           | 幸福IC             |              |              | 北海道道1157號幸福Inter線（帶廣機場道路） | 29.4                 |        | 十勝綜合振興局 | 帶廣市        | 帶廣市        |
| 4           | 中札內IC           |              |              | 北海道道1166號中札內Inter線               | 35.4                 |        | 十勝綜合振興局 | 河西郡        | 中札內村      |
| 5           | 更別IC             |              |              | 北海道道716號駒畠更別線                   | 41.9                 |        | 十勝綜合振興局 | 河西郡        | 更別村        |
| 6           | 忠類IC             |              |              | 國道236號（現道）                         | 54.9                 |        | 十勝綜合振興局 | 中川郡 幕別町 | 中川郡 幕別町 |
| 7           | 忠類大樹IC         |              |              | 幕別町道西當北4線                         | 57.3                 |        | 十勝綜合振興局 | 中川郡 幕別町 | 中川郡 幕別町 |
| -           | 大樹IC（臨時名稱） |              |              | 北海道道622號幸德大樹停車場線             | -                    | 興建中 | 十勝綜合振興局 | 廣尾郡        | 大樹町        |
| -           | 豐似IC（臨時名稱） |              |              | 國道236號（現道）                         | 72.4                 | 興建中 | 十勝綜合振興局 | 廣尾郡        | 廣尾町        |
| -           | 廣尾IC（臨時名稱） |              |              | 國道336號                                 | 84.7                 | 興建中 | 十勝綜合振興局 | 廣尾郡        | 廣尾町        |

## 歷史

### 年表
- 2003年（平成15年）3月15日：帶廣JCT - 帶廣川西交流道間通車[6]。
- 2006年（平成18年）3月12日：帶廣川西交流道 - 幸福交流道間通車[7]。
- 2008年（平成20年）11月29日：幸福交流道 - 中札内交流道間通車[8]。
- 2013年（平成25年）3月17日：中札内交流道 - 更別交流道間通車[9]。
- 2015年（平成27年）3月15日：更別交流道 - 忠類大樹交流道間通車[10]。

## 路線狀況

### 交通量
24小時交通量（台） 道路交通調查
| 区間                            | 平成17（2005）年度 | 平成22（2010）年度 | 平成27（2015）年度 |
| ------------------------------- | ------------------ | ------------------ | ------------------ |
| 帶廣系統交流道 - 芽室帶廣交流道 | 0 602              | 5,397              | 2,623              |
| 芽室帯広交流道 - 帶廣川西交流道 | 2,898              | 4,418              | 3,900              |
| 帶廣川西交流道 - 幸福交流道     | 調査當時未通車     | 6,152              | 7,349              |
| 幸福交流道 - 中札内交流道       | 調査當時未通車     | 5,096              | 6,614              |
| 中札内交流道 - 更別交流道       | 調査當時未通車     | 調査當時未通車     | 4,721              |
| 更別交流道 - 忠類交流道         | 調査當時未通車     | 調査當時未通車     | 3,753              |
| 忠類交流道 - 忠類大樹交流道     | 調査當時未通車     | 調査當時未通車     | 2,948              |

（來源：「平成22年度道路交通調查 （页面存档备份，存于）」・「平成27年度全国道路・街路交通情勢調査 （页面存档备份，存于）」（自国土交通省網頁摘取資料作成）

## 地理

### 連接高速公路
- E38 道東自動車道（於帶廣系統交流道連接）

### 來源
1. ↑  .   [2019-02-02]. （原始内容存档于2017-05-17）.
2. 1 2 3 4 5 6 7 8   (PDF). 国土交通省北海道開発局.   [2017-01-07]. （原始内容 (PDF)存档于2021-07-12）.
3. 1 2 3 4 5 6 7 8   (PDF). 国土交通省北海道開発局.   [2017-01-07]. （原始内容 (PDF)存档于2021-07-12）.
4. 1 2 3 4 5 6 7 8   (PDF). 国土交通省北海道開発局.   [2017-01-07]. （原始内容 (PDF)存档于2021-07-12）.
5. ↑  . 北海道新聞 (北海道新聞社). 2003年3月16日.
6. ↑  . 北海道新聞 (北海道新聞社). 2006年3月13日.
7. ↑  . 北海道新聞 (北海道新聞社). 2008年11月30日.
8. ↑  . 北海道新聞 (北海道新聞社). 2013年3月18日.
9. ↑  鈴木斉. . 毎日新聞 (毎日新聞社). 2015年3月16日.

## 相關項目
- 高規格幹線道路
  - 國土交通大臣指定高規格幹線道路（一般國道快速道路）
- 北海道地方道路列表（日语：北海道地方の道路一覧）

## 外部連結
- 北海道開発局 帯広開発建設部 （页面存档备份，存于）
  - 帯広・広尾自動車道 （页面存档备份，存于）